# Cora Vlot
Cora Vlot (* 21. Februar 1964 in Hendrik-Ido-Ambacht) ist eine ehemalige niederländische Triathletin, mehrfache niederländische Meisterin über die Langdistanz (1998, 2000, 2001, 2002, 2005) sowie über die Mitteldistanz (2003).

## Werdegang
Cora Vlot startete über viele Jahre im Triathlon vorwiegend bei Bewerben über die Lang- oder Ironman-Distanz (3,8 km Schwimmen, 180 km Radfahren und 42,2 km Laufen).
1993 nahm sie erstmals beim Almere-Triathlon auf der Langdistanz teil und belegte den vierten Rang. In der Folge konnte sie dieses Rennen viermal gewinnen (2001, 2003, 2004 und 2005).
1999 wurde Vlot Dritte bei der Triathlon-Europameisterschaft auf der Langdistanz.

## Sportliche Erfolge
| Datum/Jahr    | Rang | Wettbewerb            | Austragungsort | Zeit     | Bemerkung                            |
| ------------- | ---- | --------------------- | -------------- | -------- | ------------------------------------ |
| 15. Sep. 2014 | 1    | Spijkenisse-Triathlon | Spijkenisse    | 02:12:43 | Siegerin auf der olympischen Distanz |
| 3. Aug. 2008  | 7    | Antwerp Ironman 70.3  | Antwerpen      | 04:25:54 | [ 1 ]                                |
| 5. Aug. 2007  | 3    | Antwerp Ironman 70.3  | Antwerpen      | 04:29:34 | [ 2 ]                                |

| Datum/Jahr    | Rang | Wettbewerb                                         | Austragungsort   | Zeit     | Bemerkung                                                                                                 |
| ------------- | ---- | -------------------------------------------------- | ---------------- | -------- | --- |
| 24. Juni 2007 | 7    | Ironman Switzerland                                | Zürich           | 09:51:40 | |
| 18. März 2007 | 4    | Ironman South Africa                               | Port Elizabeth   | 09:52:40 | |
| 27. Aug. 2005 | 1    | Almere-Triathlon                                   | Almere           | 09:30:44 | |
| 28. Aug. 2004 | 1    | Almere-Triathlon                                   | Almere           | 09:41:33 | Siegerin vor der Deutschen Gabriele Keck                                                                  |
| 2003          | 1    | Almere-Triathlon                                   | Almere           | 09:45:21 | |
| 2002          | 10   | Ironman Lanzarote                                  | Playa del Carmen | 11:31.06 | |
| 2002          | 2    | Almere-Triathlon                                   | Almere           | 09:50:18 | |
| 2001          | 1    | Almere-Triathlon                                   | Almere           | 09:45:28 | |
| 2000          | 2    | Almere-Triathlon                                   | Almere           | 09:36:09 | |
| 1999          | 3    | ETU Long Distance Triathlon European Championships | Almere           |          | Triathlon-Europameisterschaft auf der Langdistanz (3,8 km Schwimmen, 180 km Radfahren und 42,2 km Laufen) |
| 11. Juli 1999 | 16   | ITU Long Distance Triathlon World Championships    | Säter            | 07:03:08 | [ 3 ] |
| 1998          | 2    | Almere-Triathlon                                   | Almere           | 09:22:34 | |
| 1997          | 6    | Ironman Lanzarote                                  | Playa del Carmen |          | |
| 1996          | 25   | Ironman Hawaii                                     | Hawaii           | 10:22:51 | |
| 1996          | 3    | Ironman Lanzarote                                  | Playa del Carmen |          | |
| 1995          | 4    | Ironman Lanzarote                                  | Playa del Carmen |          | |
| 1994          | 5    | Ironman Lanzarote                                  | Playa del Carmen |          | |
| 1993          | 4    | Almere-Triathlon                                   | Almere           | 09:39:43 | |

| Datum/Jahr    | Rang | Wettbewerb                      | Austragungsort | Zeit     | Bemerkung                                                    |
| ------------- | ---- | ------------------------------- | -------------- | -------- | ------------------------------------------------------------ |
| 10. Juli 2004 | 10   | Xterra Netherlands Championship | Den Haag       | 02:39:28 | 1,2 km Schwimmen, 28 km Mountainbike und 10 km Trail running |

(DNF – Did Not Finish)